# 2015 en sport automobile
Chronologie du Sport automobile
2014 en sport automobile - 2015 en sport automobile - 2016 en sport automobile

## Par mois

### Mai
- 24 mai : 500 miles d'Indianapolis 2015

### Juin
- 13 au 14 juin : 24 Heures du Mans 2015

### Août
Inferno Automobili dévoile son tout premier modèle : Inferno

## Décès
- 14 février : Eduardo Dibós Silva, pilote automobile péruvien, (° 12 avril 1955).
- 2 mars : Leo Geoghegan, pilote automobile australien. (° 16 mai 1936 ).

- 27 mai :  Erik Carlsson, pilote de rallye suédois. (° 5 mars 1929).
- 17 juillet : Jules Bianchi,  pilote automobile français.  (° 3 août 1989).
- 10 août : Buddy Baker
- 23 août : Guy Ligier, pilote automobile français connu pour avoir fondé son écurie de course de Formule 1, Ligier. (° 12 juillet 1930).
- 22 août :  Eric Thompson, courtier d'assurance et pilote de course automobile anglais. (° 4 novembre 1919).
- 24 août : Justin Wilson, pilote automobile britannique. (° 31 juillet 1978).